# Agetocera nigripennis
Agetocera nigripennis es un coleóptero de la familia Chrysomelidae. Fue descrita en 1927 por Victor Laboissiere.